# Bloomingdale (Géorgie)
Pour les articles homonymes, voir Bloomingdale.
Bloomingdale est une ville américaine située dans le comté de Chatham, en Géorgie. Selon le recensement de 2020, sa population est de 2 790 habitants.